# الدوري التشيلي لكرة القدم 1946
الدوري التشيلي لكرة القدم 1946 (بالإسبانية: Primera División de Chile 1946)‏ هو الموسم 14 من الدوري التشيلي لكرة القدم. كان عدد الأندية المشاركة فيه 13، وفاز فيه أوداكس إيتاليانو.